# Wonoagung (Tirto Yudo)
Wonoagung is een bestuurslaag in het regentschap Malang van de provincie Oost-Java, Indonesië. Wonoagung telt 3153 inwoners (volkstelling 2010).